# Lo sparviero dei Caraibi
Lo sparviero dei Caraibi é um filme pirata italiano de 1962, escrito e dirigido por Piero Regnoli e estrelado por Johnny Desmond e Yvonne Monlaur.  

## Elenco
- Johnny Desmond como Juan Rodrigo Olivares
- Yvonne Monlaur como Arica Mageiras
- Armando Francioli como Esteban
- Piero Lulli como Manuel
- Franca Parisi como Donna Maria de la Rey Sandoval
- Walter Brandi como Ramon
- Elvi Lissiak como Lolita
- Vincenzo Musolino como Rodriguez
- Graziella Granata como Flora
- Amedeo Trilli como Pablo
- Franco Santi como Pedrito
- Nerio Bernardi
- Nino Marchesini como vice de Santa Cruz
- Carlo Lombardi como Capitão Pinto
- Claudio Undari como Don Pedro de Alicante

## Produção
Yvonne Monlaur afirmou que o filme passou por dificuldades de produção que causaram um mês de interrupção nas filmagens. Isso levou a muitas cenas com roteiro deixadas não filmadas.

## Lançamento
Hawk of the Caribbean foi lançado na Itália em 5 de abril de 1962.